# Крокосмія
Крокосмія (лат. Crocosmia) — цибулинна рослина родини півникові. Крокосмії походять з  півдня Африки. У європейській садовій культурі крокосмії відомі з XIX століття. Назва рослини походить від грецьких слів «krokos» - «крокус, шафран» та «osme» - «запах», тому що засушені квіти крокосмії нагадують за запахом шафран.
Застаріла назва монтбреція (лат. Montbretia), за іменем французького ботаніка Антуана Франсуа Ернеста Кокбера де Монбре, використовується до цього часу.

## Ботанічний опис
Крокосмія - трав'яниста, бульбоцибулинна багаторічна рослина. Бульбоцибулина невелика, оточена сітчастими оболонками. Стебло гіллясте, з багатьма лінійними або мечоподібними листками, висотою 60-150 см. Квітки, 2-4 см в поперечнику, рожеві, помаранчеві, жовті або білі, по 3-5 у волотистому суцвітті. Світлолюбна, потребує відкритого розташування, інакше квітки можуть не з'явитися. Віддає перевагу багатим перегноєм, досить вологим ґрунтам.

## Види та сорти
- Crocosmia masoniorum
- Crocosmia  paniculata
- Crocosmia  pottsii
- Crocosmia  Lucifer
- Crocosmia  George Davison
- Crocosmia  Babylon
- Crocosmia  Tangerine Queen
- Crocosmia  Spitfire
- Crocosmia  x crocosmiiflora — найбільш поширений у садах гібрид крокосмії. Найвідоміші сорти:

- Crocosmia  x crocosmiiflora Emily McKenzie
- Crocosmia  x crocosmiiflora Norwich Canary
- Crocosmia  x crocosmiiflora Star of the East
- Crocosmia  x crocosmiiflora Walberton Red
- Crocosmia  x crocosmiiflora Golden Fleece

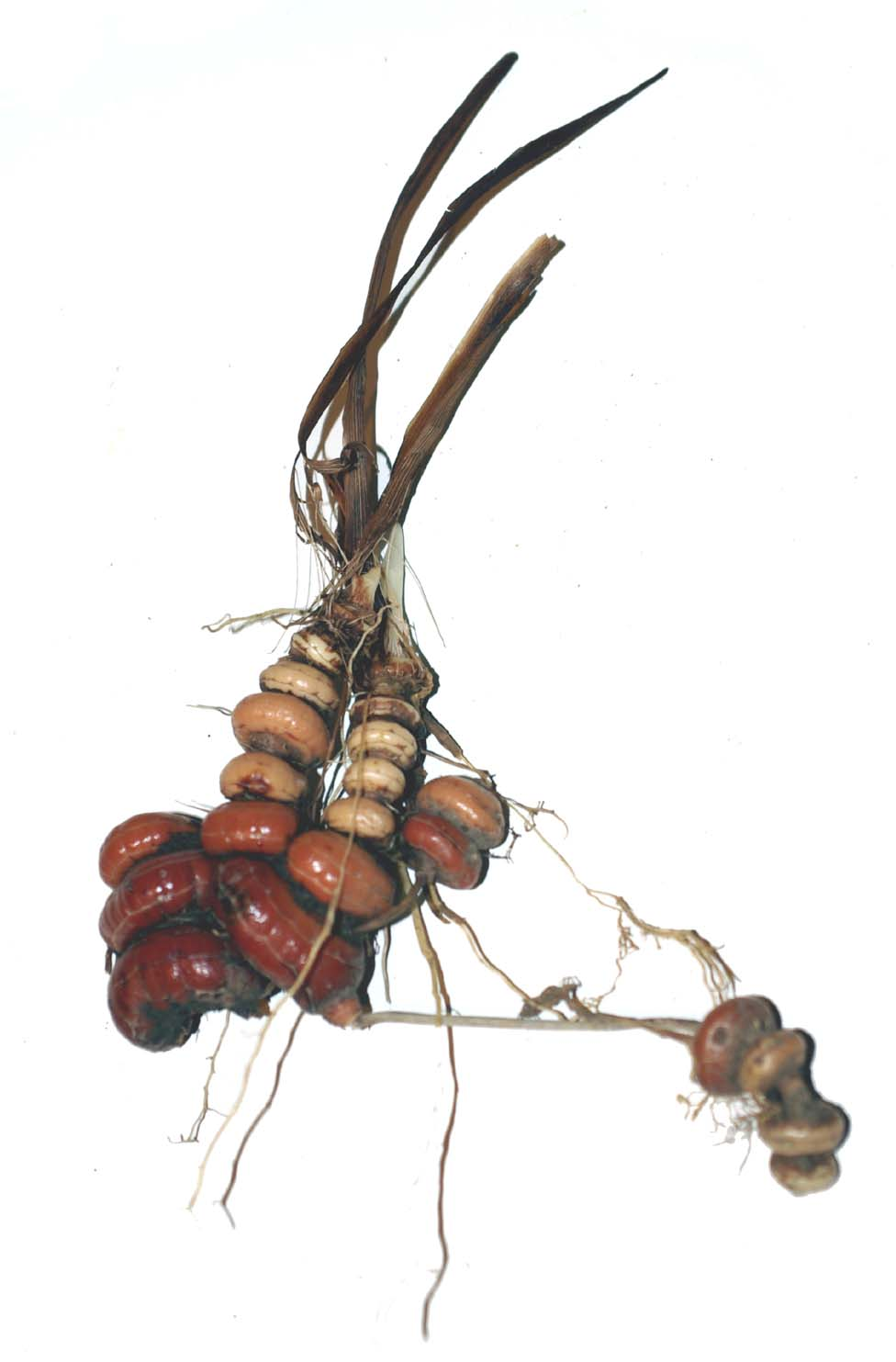
Бульбоцибулини крокосмії
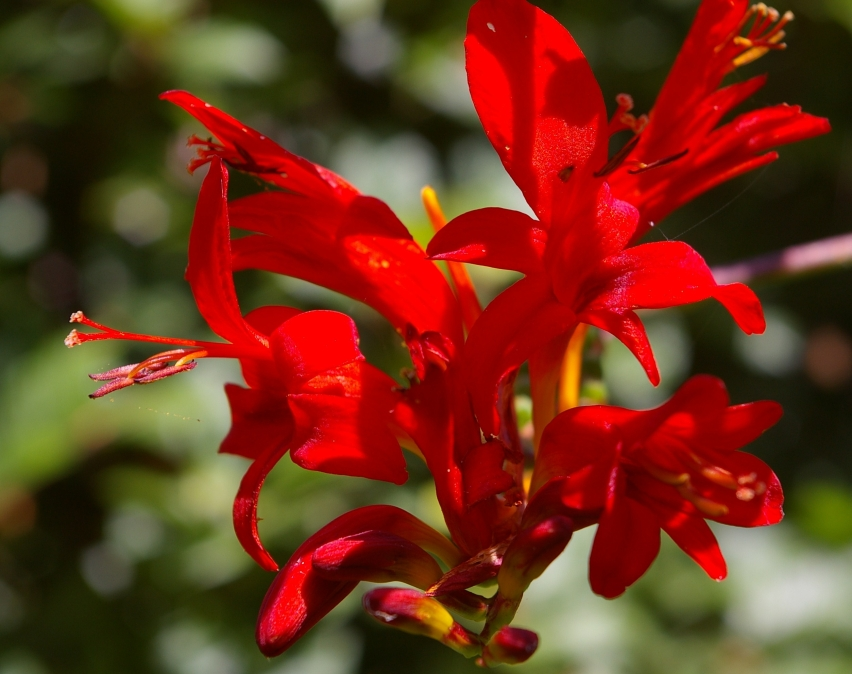
Crocosmia lucifer
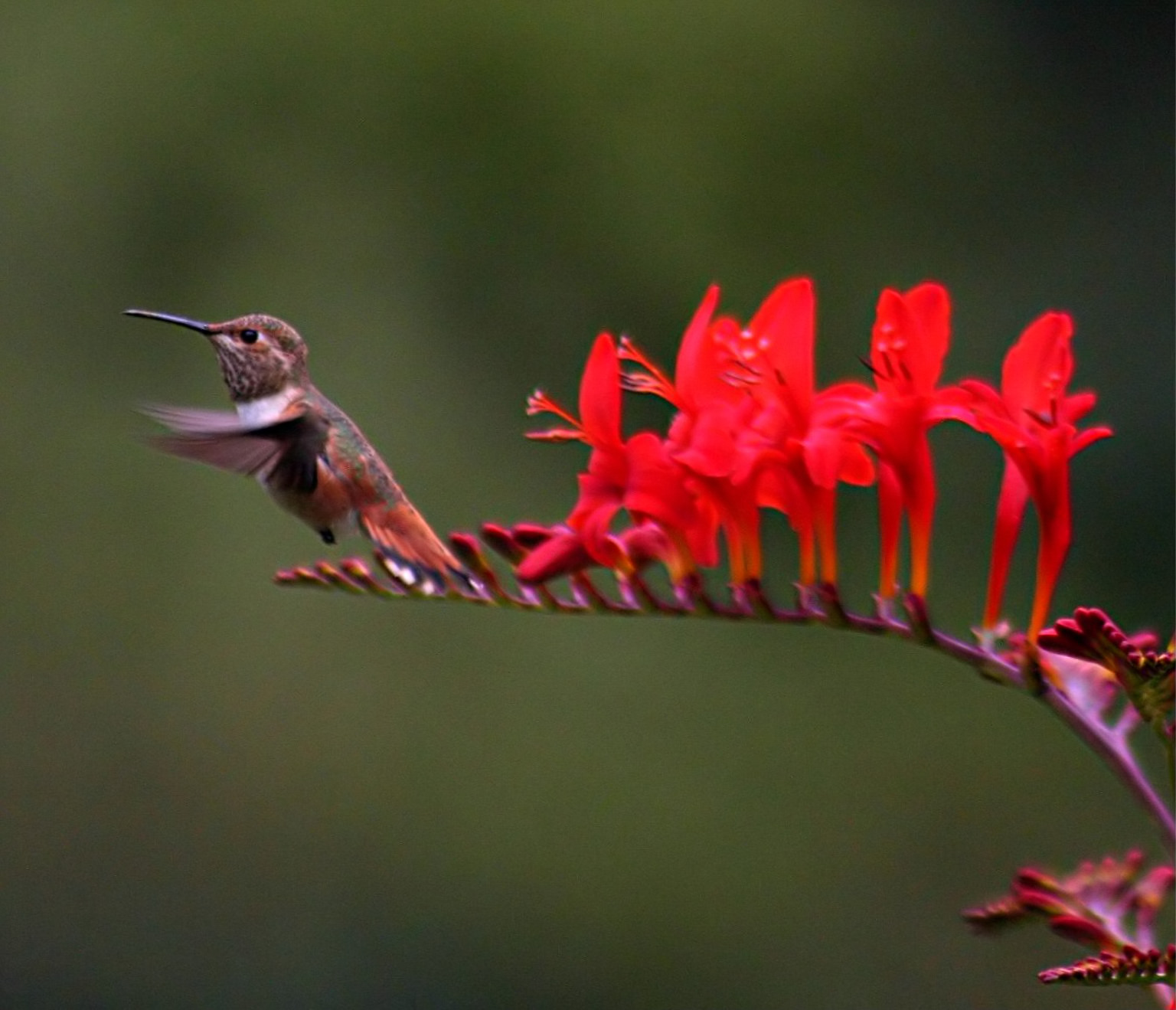
Колібрі на крокосмії